# Ternate (Cavite)
Ternate es un municipio de cuarta clase en la provincia de Cavite, en Filipinas.

## Datos básicos
- Según el censo 2007, Ternate tiene una población de 20 457 habitantes.

## División administrativa
Se subdivide en 10 barangayes o barrios (3 urbanos y 7 rurales).
- Población I (Barangay I)
- Población II (Barangay II)
- Bucana
- Población III (Barangay III)
- San José
- San Juan I
- Sapang I
- Población I A
- San Juan II
- Sapang II

## Historia
Los Mardicas eran una tribu malaya de la isla de Ternate en las Molucas, que perteneció a una pequeña colonia portuguesa y que posteriormente pasó a ser colonia española. Mardicas significaba Gente del Mar. Había originalmente siete familias, cuyos apellidos eran: Nino Franco, de León, Ramos, de la Cruz, Esteubar, Pereira y Nigoza. En 1574, los Mardicas se ofrecieron voluntariamente para acudir a Cavite y así apoyar a los españoles contra la amenaza de invasión del pirata chino Limahon. Invasión que abarcó también a la comunidad de Mardicas ubicada en la zona.
Los Mardicas fueron llamadas Gilolo a raíz de un árbol similar al suyo en las Molucas, y posteriormente cambiado a Barra de Maragondon por un banco de arena en la boca del Río de Maragondon. Actualmente su nombre es Ternate y la comunidad de Mardicas continúa utilizando un dialecto del español, surgido del cruce con el criollo español-filipino y llamado ternateño o ternateño Chabacano.
En 1663, algunos Mardicas fueron llamados por el gobernador general para establecerse en Bagumbayan (ahora Ermita) y proteger a Manila. Alrededor de 200 de ellos lucharon contra los piratas moros.

## Idioma
Aparte del tagalo, todavía se habla el chabacano ternateño, una lengua criolla del español, alrededor del 30% (unas 7000 personas) todavía lo hablan, no obstante la mayoría de ellos son personas mayores, por lo que el idioma podría desaparecer en un futuro reciente, es muy similar al chabacano caviteño y también al chabacano Emiteño, que ya está extinto.